# Biorieselbettreaktor
Ein Biorieselbettreaktor (auch Tropfkörperfilter, Tropfkörperbiowäscher, Biowäscher nach dem Tropfkörperverfahren oder Tropfkörper-Wäscher) ist ein biologisch arbeitender Reaktor zur Reinigung von Abluft und Abgasen. Er kann als eine Sonderform des Biowäschers betrachtet werden. Beide Reaktortypen nutzen die absorbierten Luftschadstoffe als Substrate. Beim Biorieselbettreaktor befinden sich die Mikroorganismen überwiegend auf den Einbauten, während diese beim Biowäscher hauptsächlich in der Waschflüssigkeit suspendiert sind. Im Gegensatz zum Biofilter, bei dem die Mikroorganismen auch fixiert sind, findet beim Biorieselbettreaktor eine gezielte Führung der Waschflüssigkeit statt, wohingegen beim Biofilter nur das Austrocknen verhindert werden muss. Ein erstes Patent für diese Art der Abluftreinigung wurde 1934 angemeldet und 1941 erteilt. Das Verfahrensprinzip wurde aus der biologischen Abwasserreinigung übernommen, wo mittels des Einsatzes von Tropfkörpern Abwasser geklärt wird.

## Verfahrensgrundlagen

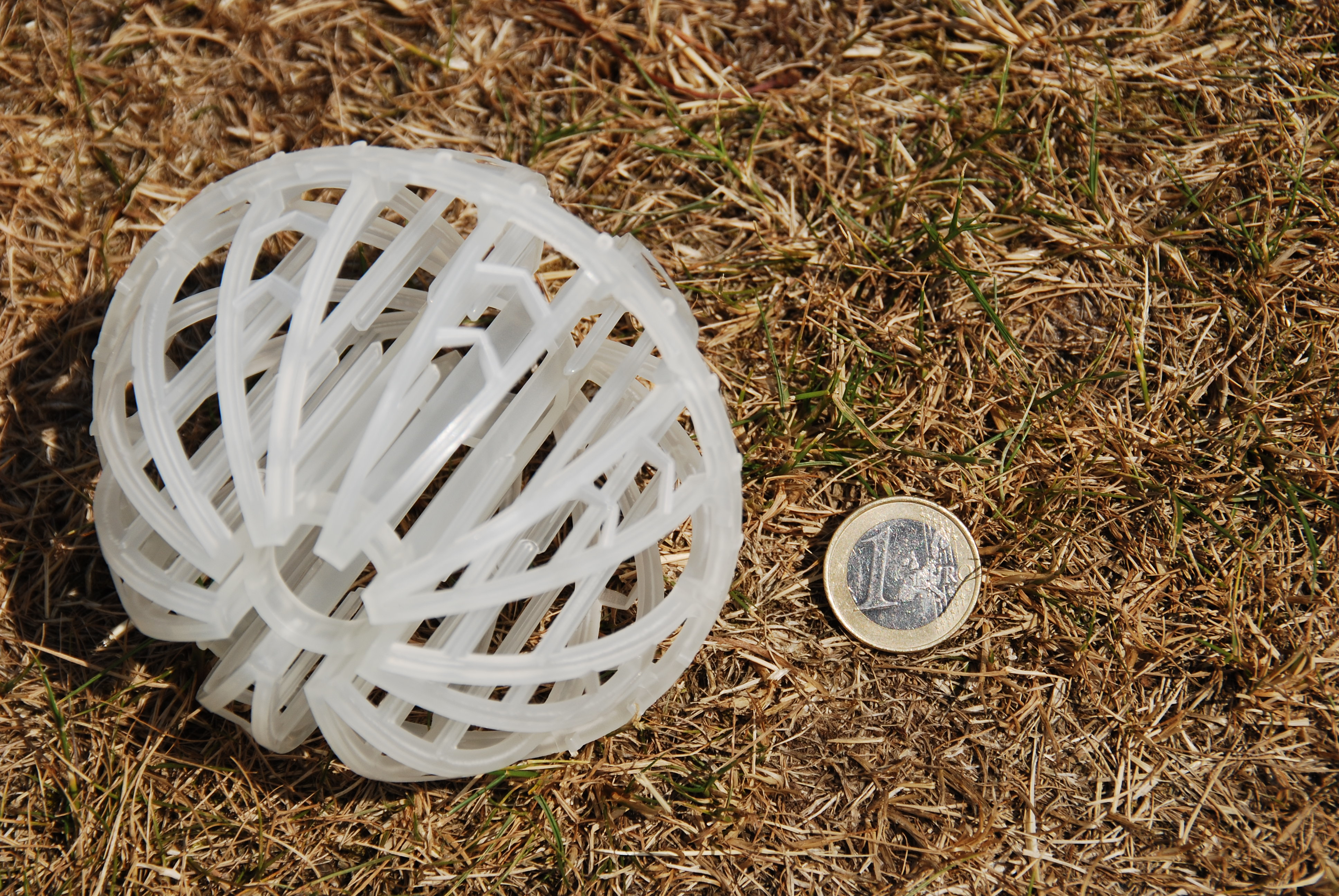
Beispiel für einen Füllkörper

Ein Biorieselbettreaktor ist von seiner prinzipiellen Bauweise ein mit Füllkörpern ausgestatteten Gaswäscher, auf deren Oberflächen sich eine Mikroorganismenflora, die in der Regel aus einer Mischkultur besteht, angesiedelt hat. Diese Mikroorganismenflora wird auch als biologischer Rasen bezeichnet und bestimmt die Leistungsfähigkeit des Reinigungssystems. Angaben zum biologischen Rasen werden in m² Oberfläche pro m³ Einbauvolumen gemacht. Im Gegensatz zum Biowäscher dient der Flüssigkeitseinsatz nur zur Befeuchtung der Mikroorganismen und zu ihrer Versorgung mit Stoffen, die nicht über das Abgas eingetragen werden. Eine physikalische Auswaschung der Luftschadstoffe ist, anders als beim Biowäscher, nicht primärer Zweck der Flüssigkeit. Bei der Auswahl der Füllkörper ist darauf zu achten, dass die Zwischenräume groß genug sind, damit ein Zuwachsen verhindert wird. Pall- und Raschig-Ringe haben sich für diesen Einsatzzweck nicht bewährt.

Verfahrensschema Biorieselbettreaktor
Das zu reinigende Abgas (1) durchströmt den Reaktor (A) von oben nach unten und verlässt ihn als sogenanntes Reingas (2). Beregnungsflüssigkeit (3) wird zum großen Teil im Kreislauf gefahren. Dabei ergänzt eine Nährsalzlösung (4) den Teil der Flüssigkeit, der als Abwasser (5) ausgeschleust wird.

Im Biorieselbettreaktorbetrieb wird Waschwasser, das mit Nährsalzen versehen ist, möglichst gleichmäßig über die Füllkörper des Reaktors verteilt. Das zu reinigende Abgas tritt mit der Flüssigkeit in Kontakt und die abzutrennenden Stoffe gehen in die Flüssigphase über. Neben dem Transport der Abgasinhaltsstoffe zum biologischen Rasen hat das Waschwasser auch die Aufgabe, diesen zu reinigen. Dabei wird der sogenannte Überschussschlamm von den Einbauten abgetragen. Dieser ist vom Waschwasser zu trennen und auszuschleusen. Der abzutrennende Luftschadstoff dient den Mikroorganismen im biologischen Rasen als Substrat und wird von ihnen idealerweise zu Kohlenstoffdioxid und Wasser umgesetzt.
Biorieselbettreaktoren werden im Gleich-, Kreuz- oder Gegenstrom betrieben. Ebenso wie Biowäscher sind Biorieselbettreaktoren in der Lage, mit trockenen unvorbehandelten Abgasen umzugehen, da im Gegensatz zum Biofilter keine Austrocknung des Reaktors droht. Das mit dem wasserdampfgesättigten Abgas ausgetragene Wasser (sog.  Verdunstungsverlust) kann durch Frischwasser ergänzt werden.
Zu einer optimalen Behandlung im Biorieselbettreaktor soll die Abgastemperatur im mesophilen Bereich liegen. Auf die Mikroorganismen toxisch wirkende Stoffe dürfen nicht im Abgas vorhanden sein. Konzentrations- und Temperaturschwankungen im Abgas können zu einer Änderung der Mikroorganismenpopulation führen und sind deshalb zu vermeiden. Die Sauerstoffkonzentration im Abgas und damit auch in der Waschflüssigkeit muss hoch genug sein, damit sich aerobe Verhältnisse einstellen können.
Das Baumaterial der einzelnen Reaktorkomponenten wie auch der Einbauten muss sowohl gegen flüssigkeitsseitige als auch gegen gasseitige chemische Beanspruchung beständig sein. Dazu eignen sich Beton, Kunststoff und Stahl.

## Anwendungsbereiche
Der bevorzugte Anwendungsbereich von Biorieselbettreaktoren liegt bei Luftschadstoff-Konzentrationen bis zu 1500 mg/m³ bei ausreichender Wasserlöslichkeit der Schadstoffe. Anwendung finden Biorieselbettreaktoren unter anderem bei der Abluft- bzw. Abgasbehandlung von Lackierbetrieben, Lebensmittelverarbeitern, Bioabfallbehandlungsanlagen, Pharmabetrieben und Halbleiterproduzenten. Zu den Abluftinhaltsstoffen, die gut durch Biorieselbettreaktoren entfernt werden können, zählen beispielsweise Vertreter der Stoffgruppen
- Aldehyde,
- Alkohole,
- Carbonsäuren,
- Carbonsäureester und
- Phenole.

Auch für die Entschwefelung von Biogas werden Biorieselbettreaktoren eingesetzt.
Der im Vergleich zum Biofilter aufwendigere Biorieselbettreaktor ist dann von Vorteil, wenn für einen Biofilter unerwünschte Reaktionsendprodukte wie Salze oder Säuren zu erwarten sind. Diese lassen sich leichter aus einem Biorieselbettreaktor ausschleusen.